# Bandungská konference
Bandungská konference, také Afro-asijská konference nebo Asijsko-africká konference, byla první mezinárodní konference asijských a afrických zemí, která se uskutečnila v indonéském Bandungu ve dnech 18. až 24. dubna 1955.

## Účastníci

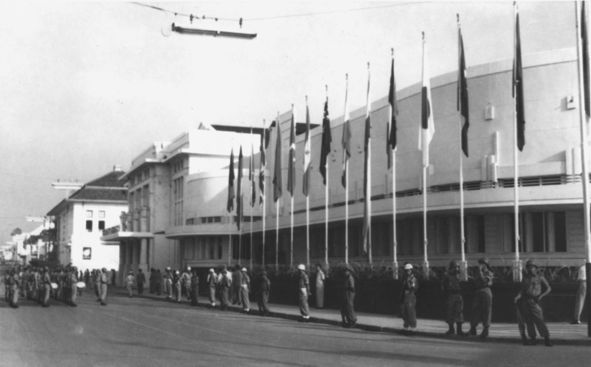
Gedung Merdeka (Palác nezávislosti) – místo konání Bandungské konference v roce 1955

Mezi účastníky setkání bylo 23 asijských států (s výjimkou Severní a Jižní Koreje a Izraele). Z Afriky se zúčastnilo 6 států. Zastoupení zde měly země jak s prozápadní orientací (Turecko, Filipíny, Jižní Vietnam), stejně tak státy s komunistickým směrováním (Čína, Severní Vietnam). Mezi neoficiálními účastníky byly přítomny Maroko, Alžírsko, Tunis, Libye a Jihoafrická unie. Status pozorovatelů pak měli zástupci kyperských Řeků a černošských hnutí z USA.
Generálním tajemníkem konference byl indonéský ministr zahraničních věcí Ruslan Abdulgání.
Konference taktéž reagovala na vznik vojenského paktu SEATO (1954), na ženevskou konferenci o Indočíně (1954) a ovzduší všeobecného napětí ve světě.

## Náplň konference
Vlastními iniciátory konference byli premiéři Barmy, Indonésie, Indie, Pákistánu a Cejlonu, kteří se na jejím konání dohodli při společné schůzce v Kolombu na Cejlonu v dubnu 1954.
Za cíl si konference kladla vyřešení postavení afroasijských zemí v bipolárním světě, dále pak navázání vzájemné spolupráce, artikulaci problémů spojených s chudobou, řešení komplikací v procesu dekolonizace atd. Cílem bylo také zvýšit tlak na dvě existující supervelmoci (Sovětský svaz a USA), díky společnému postoji, který by zvýšil sílu těchto zemí v mezinárodním společenství.

## Deset principů

### Deklarace na podporu světového míru a spolupráce, tzv. Bandungská deklarace
Na konferenci bylo všemi účastníky schváleno 10 principů neboli Deklarace na podporu světového míru a spolupráce neboli tzv. Bandunská deklarace. Deset principů vycházelo z pěti zásad mírového soužití – tzv. Panča šíly, a také v sobě zahrnovalo myšlenky Charty OSN.

### 10 principů
1.   Respektování lidských práv a Charty OSN.

2.–3. Respektování suverenity a územní celistvosti států.

4.   Uznání rovnosti států a ras.

5.   Zákaz vměšování se do vnitřních záležitostí států.

6.   Uznání práva na individuální a kolektivní sebeobranu.

7.   Odmítnutí takových forem kolektivní bezpečnosti, které by prosazovaly zájmy jen jedné mocnosti.

8.   Odsouzení hrozby agrese a použití síly proti územní celistvosti a politické nezávislosti kterékoli země.

9.   Podpora mírového urovnání mezinárodních sporů.

10. Podpora mezinárodního práva a smluv.
Dalšími výstupy konference byla usnesení, která se vyjadřovala ke konkrétním problémům dekolonizace, odsuzovala formy rasismu a požadovala neangažovanost afrických a asijských zemí v bipolárním konfliktu.

## Rozpory

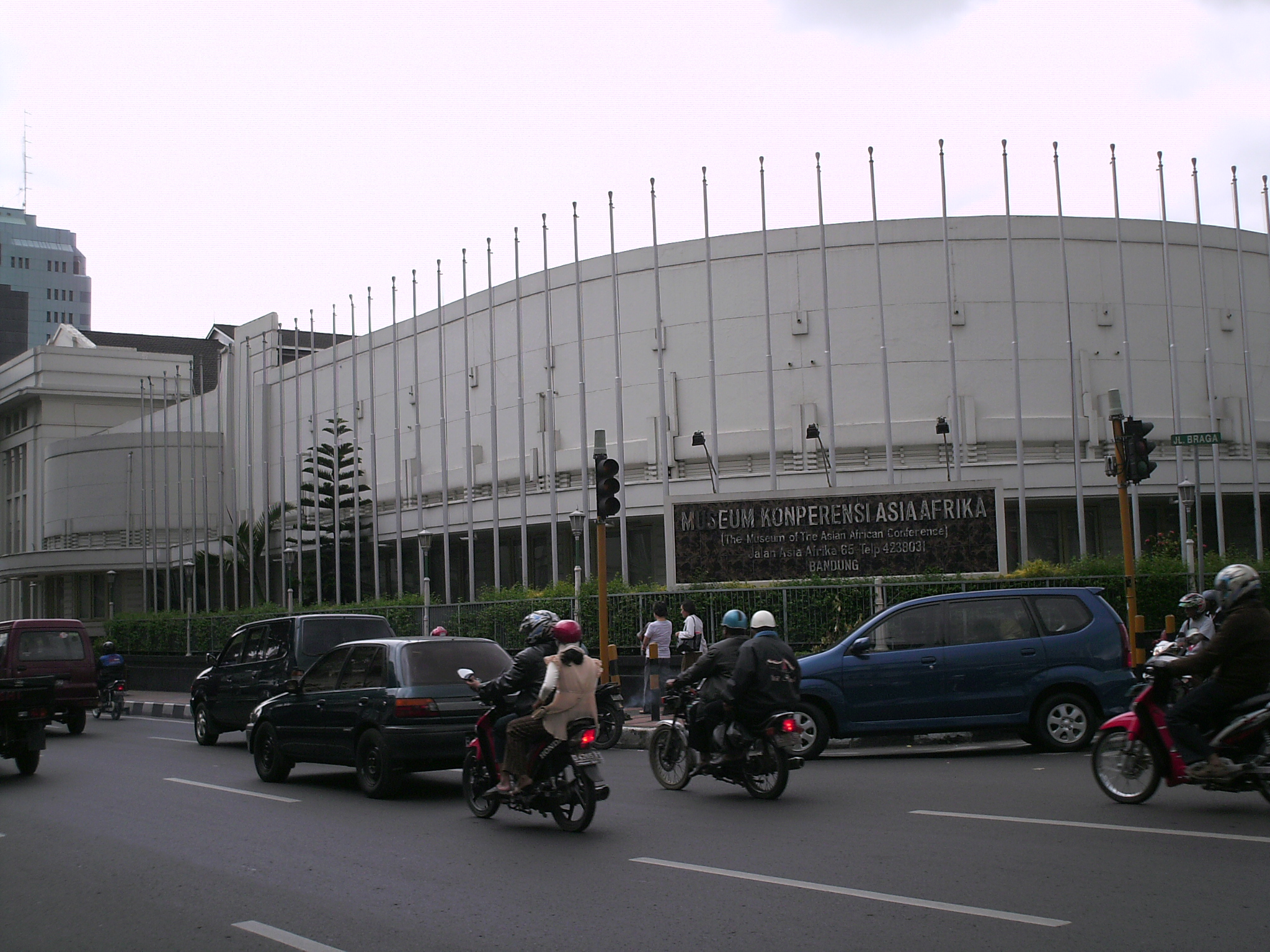
Rekonstruovaný Palác nezávislosti, v němž je muzeum týkající se Bandungské konference. (2007)

Samotný vliv konference byl citelně oslaben zvyšujícím se konfliktem mezi regionálními velmocemi Indií a Čínou, stejně jako problémy ve vztazích mezi mnoha účastníky setkání. Proto také pokus o svolání následné 2. Afro-asijské konference do Alžírska na rok 1965 ztroskotal.
Na deseti principech Bandunské konference se konstituovalo pozdější Hnutí nezúčastněných států.

## Padesáté výročí
K 50. výročí Bandungské konference se sešli vrcholní představitelé asijských a afrických států na následné Asijsko-africké konferenci ve dnech 20. – 24. dubna 2005, opět v Bandungu a také v Jakartě. Některá jednání se uskutečnila přímo v rekonstruovaném Paláci nezávislosti, kde se odehrálo i první setkání. Vyústěním této nové konference je založení Nového Asijsko-afrického strategického partnerství.